# Lei hawaiano

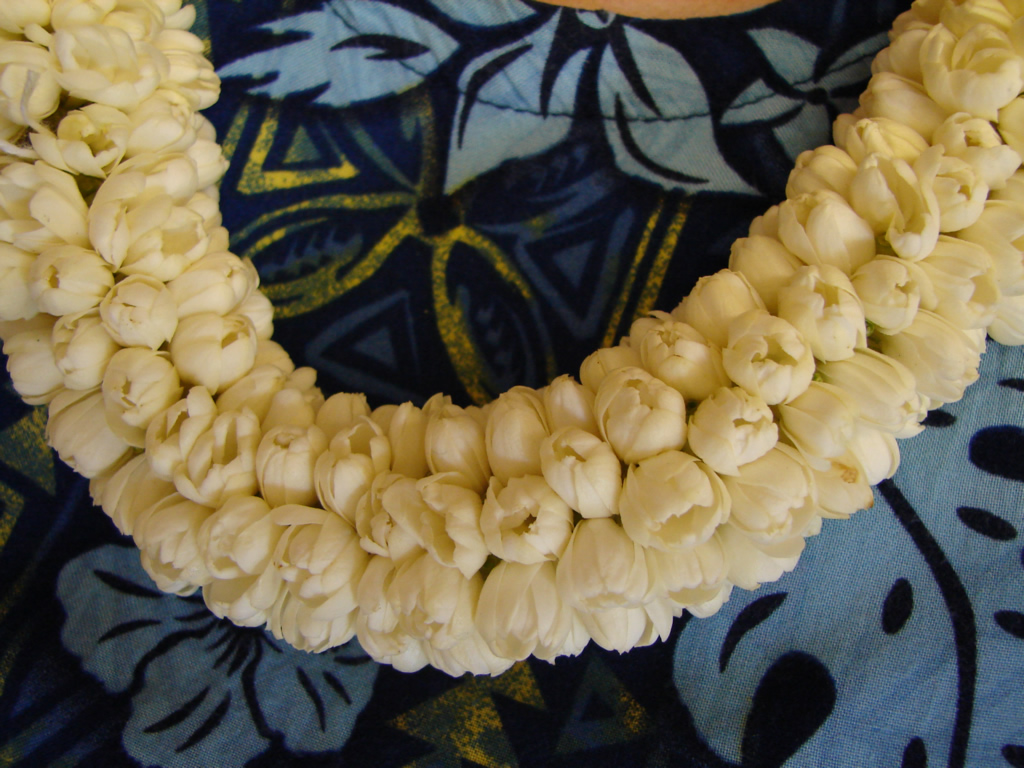
Lei con flores de Jasminum sambac.

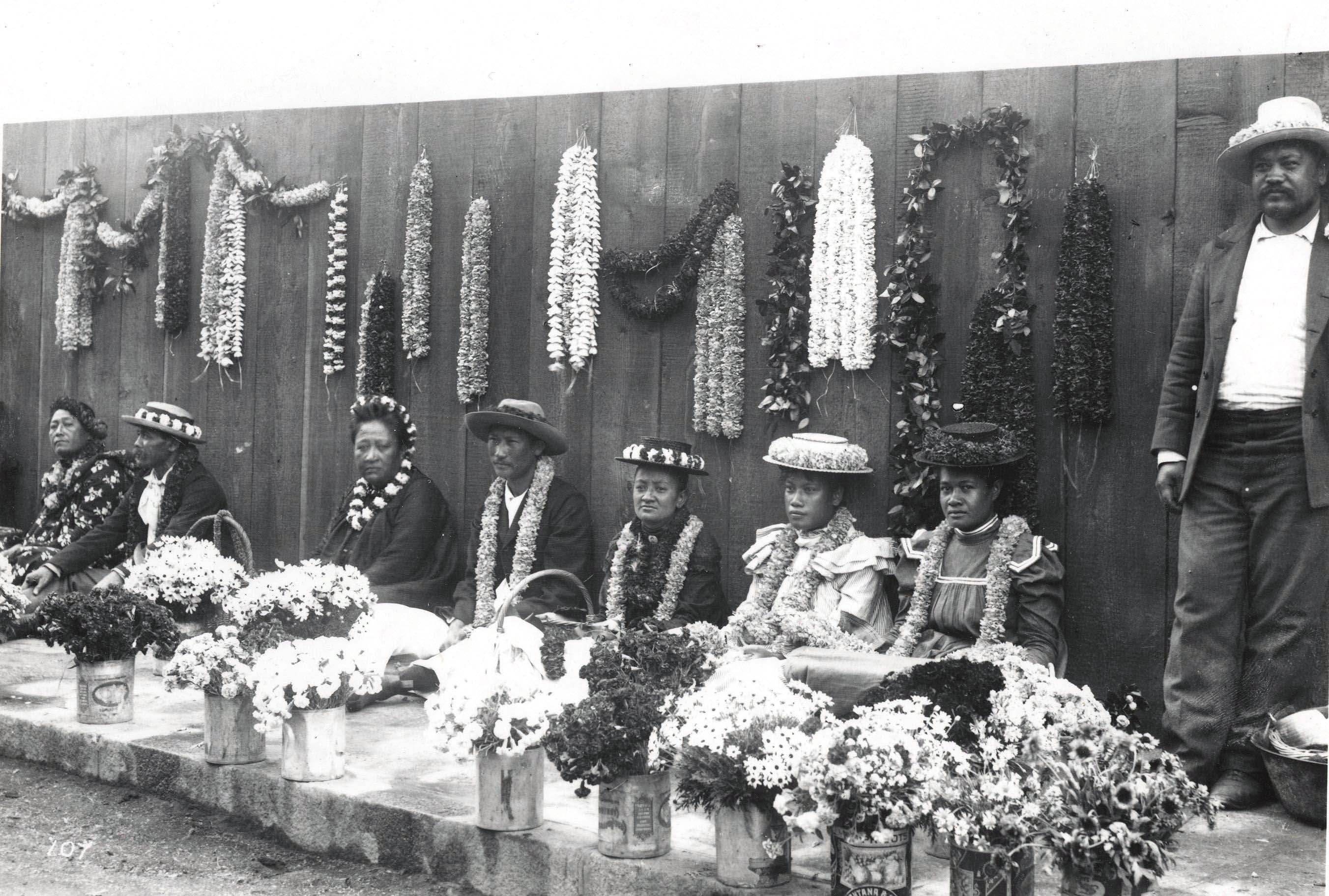
Venta de collares lei, hacia el año 1901.

El Lei es una corona de flores que adorna el cuello y que se obsequia al llegar o marchar como símbolo de afecto. Este concepto se hizo popular gracias al turismo entre las islas Hawái y la parte continental de los Estados Unidos en los siglos XIX y XX. 
En un sentido más amplio, un lei es toda clase de objeto unido con la intención de llevarlo puesto. Un lei (na lei en su forma plural) puede consistir en un único elemento o una serie de ellos, de cualquier clase, pero suele tratarse de hojas frescas naturales como flores, hojas de parra o de helecho. Entre las flores que se usan están las plumeria, lehua o la orquídea, aunque las hojas de maile también gozan de mucha popularidad en parte también por su tradición entre los bailarines de hula.
Otros tipos de lei pueden incluir conchas marinas, plumas, flores de plástico, tela, papel (incluido el origami y los billetes), el caramelo o todo aquello que se pueda coser o unir siguiendo un modelo y que se pueda llevar como corona o collar.
Los tres métodos distintos para hacer los lei son: atar el material del lei, habitualmente se hace con una aguja por el centro de la flor; atar cada flor de forma individual por el tallo; y por último, hacer tres cadenas distintas de flores y trenzarlas juntas. El último se reserva como muestra destacada de afecto o amor.
En las culturas polinesias, el lei es algo que alguien crea y que da a otro para condecorar a esa persona por alguna razón sentimental, normalmente como signo de afecto. Las razones habituales incluyen la bienvenida, despedida, amor, amistad, aprecio, felicitación, reconocimiento o para llamar la atención del receptor de cualquier otro modo.
Entre quienes residen en Hawái, las ocasiones más habituales en las que se pueden encontrar los lei están los cumpleaños y las graduaciones. No resulta extraño que un graduado universitario o de instituto lleve tantos lei que le lleguen a la altura de las orejas o más.
El primero de mayo de cada año es festivo en el Estado de Hawái en honor al Lei, como muestra de su prestigio y dignidad.